# Saguenay Dry
Pour les articles homonymes, voir Saguenay.
Le Saguenay Dry est un soda au gingembre produit initialement à Saguenay-Lac-Saint-Jean par la marque Saguenay. Sa vente cesse en 2006.

## Histoire
La marque Saguenay est fondée en 1927. À l'origine, plusieurs boissons à saveurs de fruits, dont le gingembre, sont produites. Après un arrêt de la production en 1929, l'entreprise réduit son offre et seul le Saguenay Dry subsiste. La production régionale continue jusqu'en 2002. Environ trois mille caisses de cette boisson gazeuse furent vendues chaque année[réf. souhaitée], surtout durant la période estivale et dans le temps des fêtes, cette boisson traditionnelle étant devenue une fierté régionale comme le Red Champagne qui connût d'ailleurs une plus grande production et existe encore en 2023.
En 2000, l'entreprise Multi-Sodas, qui possède alors le Saguenay Dry, est vendue à Pepsi. La production de l'ancienne entreprise familiale est transférée à Montréal en 2003. En août 2006, le directeur de Pepsi pour l'Est du Québec annonce la fin officielle de la marque, les volumes alors produits étant jugés insuffisants pour conserver la boisson. Les dernières caisses sont embouteillées au printemps de la même année et vendues durant la période estivale. Plusieurs habitants régionaux souhaitent qu'une entreprise régionale continue à produire leur boisson historique et blâment la mondialisation comme une des raisons principales pour la fin du Saguenay Dry et d'autres produits régionaux[réf. nécessaire].

## Goût
Le Saguenay Dry se distingue du Canada Dry par sa teneur plus élevée en gingembre.

## Chanson de Guy-Philippe Wells
Le musicien Guy-Philippe Wells écrit la chanson Saguenay Dry en l'honneur de la marque et de la beauté de la région en général. L'économiste et auteur-compositeur-interprète de Chicoutimi publie cette chanson en 2005 sur son premier album Futur antérieur.